# ボアズ＝バック多項式
数学において、ボアズ＝バック多項式（ボアズ＝バックたこうしき、英: Boas-Buck polynomials）とは、次の形式の母関数により与えられる多項式列 Φ(r)
n(x) のことを言う。
{\displaystyle \displaystyle C(zt^{r}B(t))=\sum _{n\geq 0}\Phi _{n}^{(r)}(z)t^{n}}.
r=1 の場合は一般化アペル多項式としばしば呼ばれ、これは  Boas and  Buck (1958) により研究された。